# Veprichlamys kiwaensis
Veprichlamys kiwaensis är en musselart som först beskrevs av Powell 1933.  Veprichlamys kiwaensis ingår i släktet Veprichlamys och familjen kammusslor. Inga underarter finns listade i Catalogue of Life.